# Neoanalthes contortalis
Neoanalthes contortalis är en fjärilsart som beskrevs av George Francis Hampson 1900. Neoanalthes contortalis ingår i släktet Neoanalthes och familjen Crambidae. Inga underarter finns listade i Catalogue of Life.